# ويليام دوراند
ويليام دوراند (بالفرنسية: Guillaume V Durand)‏ هو عالم عقيدة وقسيس فرنسي، ولد في 1230 في Puimisson ‏ في فرنسا، وتوفي في 1 نوفمبر 1296 في روما في إيطاليا.

## وصلات خارجية
- ويليام دوراند على موقع الموسوعة البريطانية (الإنجليزية)